# 분절 신경분포
분절 신경분포(segmental innervation) 또는 분절성 신경지배는 장기나 근육 내의 신경 분포를 말한다. 이 신경은 척주의 분절에 부착되어 있다.
분절 신경 분포는 척추 분절에서 신경을 자극하여 지도를 그릴 수 있다.

## 같이 보기
- 신경
- 신경해부학에 대한 해부학 용어
- 상호 신경지배